# Buxières-les-Mines
Buxières-les-Mines – miejscowość i gmina we Francji, w regionie Owernia-Rodan-Alpy, w departamencie Allier.

## Demografia
Według danych na rok 1990 gminę zamieszkiwało 1241 osób, a gęstość zaludnienia wynosiła 26 osób/km². W styczniu 2015 r. Buxières-les-Mines zamieszkiwały 1074 osób, przy gęstości zaludnienia wynoszącej 22,5 osób/km².